# Lysipomia rhizomata
Lysipomia rhizomata är en klockväxtart som beskrevs av Mcvaugh. Lysipomia rhizomata ingår i släktet Lysipomia och familjen klockväxter. IUCN kategoriserar arten globalt som starkt hotad.
Artens utbredningsområde är Ecuador. Inga underarter finns listade i Catalogue of Life.